# Basilica paleocristiana del Doss Trento
La basilica paleocristiana del Doss Trento era un antico luogo di culto cristiano ubicato sulla sommità del Doss Trento, sovrastante la città di Trento. Di essa rimane solo parte della base delle mura.

## Storia

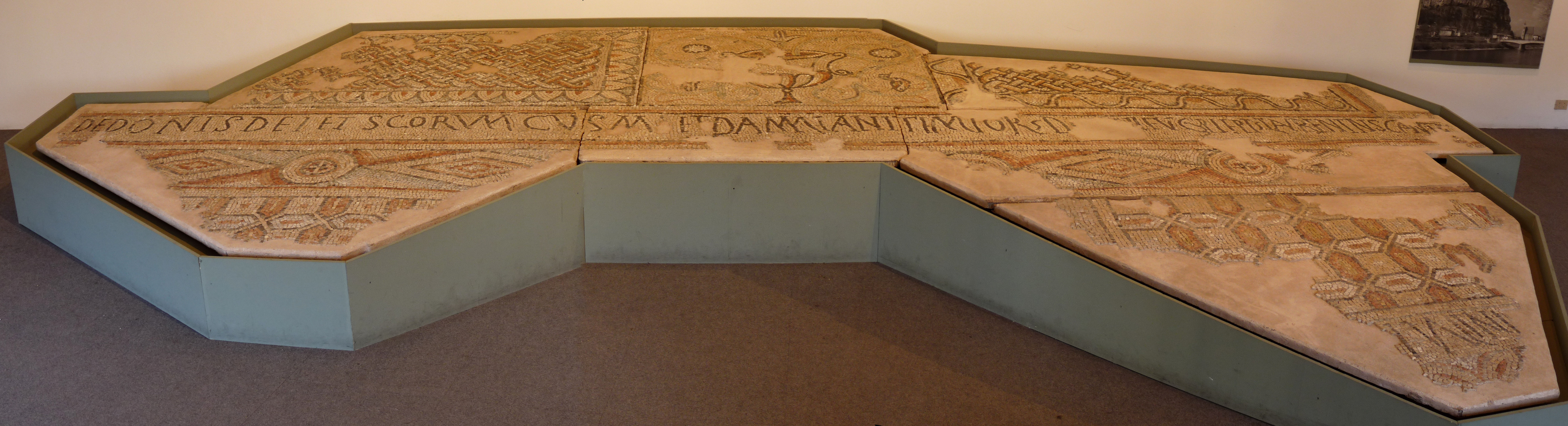
Il frammento di mosaico proveniente dall'aula nord, conservato al museo del castello del Buonconsiglio

I ruderi della chiesa erano ancora visibili in alzato nell'Ottocento (vennero notati da Benedetto Giovanelli, che li interpretò come resti di un tempio pagano); essi vennero riscoperti nel 1900, e riportati completamente alla luce nel primo dopoguerra, sotto la direzione della neonata Regia Soprintendenza all'Arte medievale e moderna in Trento.
La funzione del complesso non è del tutto chiara; potrebbe essere nato come struttura monumentale e memoriale, e poi ampliata a scopo liturgico; non è però da scartare l'ipotesi di un luogo di culto con spazi separati per i fedeli di dottrine diverse, cristiani ortodossi di rito romano e cristiani ariani (la cui presenza è documentata in città nel VI e VII secolo); o alternativamente, come pensò Nicolò Rasmo, riservato ai soli ortodossi, mentre agli ariani sarebbe stata ceduta la chiesa di Sant'Apollinare. Giuseppe Gerola ipotizzò che il complesso potesse essere la prima cattedrale di Trento (comparandola a quella di Sabiona e a quanto si pensava allora della chiesa di San Pietro in Castello di Verona); infine, è stata avanzata anche l'ipotesi che potesse essere un luogo di culto di pertinenza di un castrum urbano.

## Descrizione

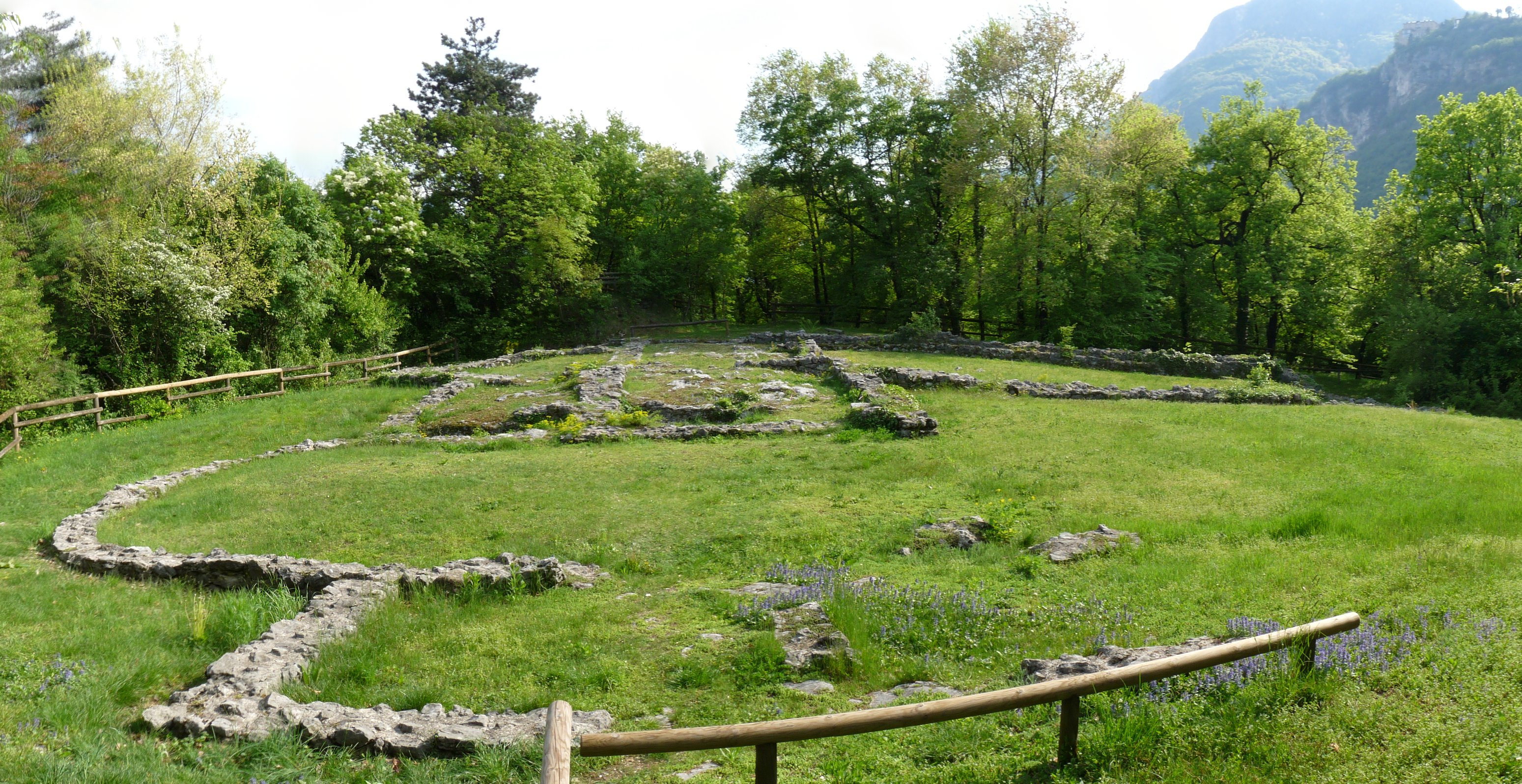
Vista delle rovine da nord-ovest

Il sito archeologico si trova sulla parte sommitale del Doss Trento, circa a metà strada tra il museo nazionale storico degli Alpini e il mausoleo di Cesare Battisti.
Dai resti, si può dedurre che la basilica fosse costituita da due aule parallele e distinte, orientate ad est ed entrambe terminanti con un'abside semicircolare, affiancate da altre strutture dalla natura più incerta. L'aula più a sud, di cui ci è giunto il perimetro completo, era lunga circa trenta metri e larga dieci, con le fiancate intervallate da lesene esterne e forse con un atrio o un portico a precedere la facciata. Appena prima dell'abside la struttura era tagliata da un transetto. Agli angoli tra il transetto e l'abside erano appoggiate altre due strutture quadrangolari, dalla funzione sconosciuta (forse dei pastoforia, oppure mausolei funebri di personalità importanti). Il presbiterio (in cui si trovava un'altra struttura quadrangolare, forse un podio) era chiuso su tutto il perimetro da una recinzione in pietra scolpita, databile tra il VIII e il IX secolo, di cui alcuni frammenti sono conservati presso il castello del Buonconsiglio.
Dell'aula più a nord, forse aggiunta più tardi, è rimasta solo la parte presbiteriale e absidale; larga otto metri, anch'essa era fiancheggiata ai lati da ambienti aventi forse funzione sepolcrale. L'aula doveva essere pavimentata con un mosaico a riquadri geometrici, con motivi a intreccio. Del mosaico è sopravvissuto un frammento (anch'esso custodito al Buonconsiglio) proveniente dal presbiterio, che raffigura un grande vaso ansato affiancato da cespi d'acanto e uccelli (simboli dell'albero della vita e dell'acqua, segno di rinascita nella fede in Cristo). Sul frammento è presente anche un'iscrizione con dedica ai santi Cosma e Damiano, nella quale sono citati anche l'offerente (tal Laurentius cantor) ed Eugippio, che fu vescovo di Trento circa tra il 530 e il 540.